# Копеев, Мухамбет Жуманазарулы
Мухамбет Жуманазарулы Копеев (15 ноября 1949, п. Рудник, Джезказганская обл., Казахская ССР) — казахстанский государственный деятель, заместитель председателя Сената Парламента Республики Казахстан, министр по чрезвычайным ситуациям Республики Казахстан (2004—2005).

## Биография
Родился 15 ноября 1949 года.
В 1972—1976 годы — горный мастер шахты, секретарь комитета комсомола Джезказганского шахтопроводческого треста.
С 1976 по 1991 годы — на партийной и советской работе.
В 1991—1995 годы был главой Каражалской городской администрации — председателем административного совета Жайрем-Атасуйской сводной экономической зоны.
С 1995 по 1999 годы — депутат Мажилиса Парламента Республики Казахстан первого созыва, член Комитета по финансам и бюджету.
В 1999 году избран депутатом Мажилиса, заместителем Председателя Мажилиса Парламента Республики Казахстан второго созыва.
Прекратил депутатские полномочия в октябре 2004 года.
30 сентября 2004 года Указом Президента Республики Казахстан назначен министром по чрезвычайным ситуациям.
11 августа 2005 года освобождён от занимаемой должности в связи с переходом на новую работу.
29 ноября 2005 года Указом Главы государства назначен депутатом Сената Парламента Республики Казахстан.
24 ноября 2011 года прекращены полномочия депутата Сената Парламента Республики Казахстан

## Награды
- Орден «Барыс» 2 степени (12 декабря 2019 года)[4]
- Орден «Барыс» 3 степени (декабрь 2008)
- Орден Парасат
- Почётная грамота Верховного Совета Казахской ССР
- Памятная медаль Детского фонда ООН — ЮНИСЕФ (декабрь 2007)
- Орден «Содружество» (МПА СНГ)[5]